# Siedlung Stadtrain

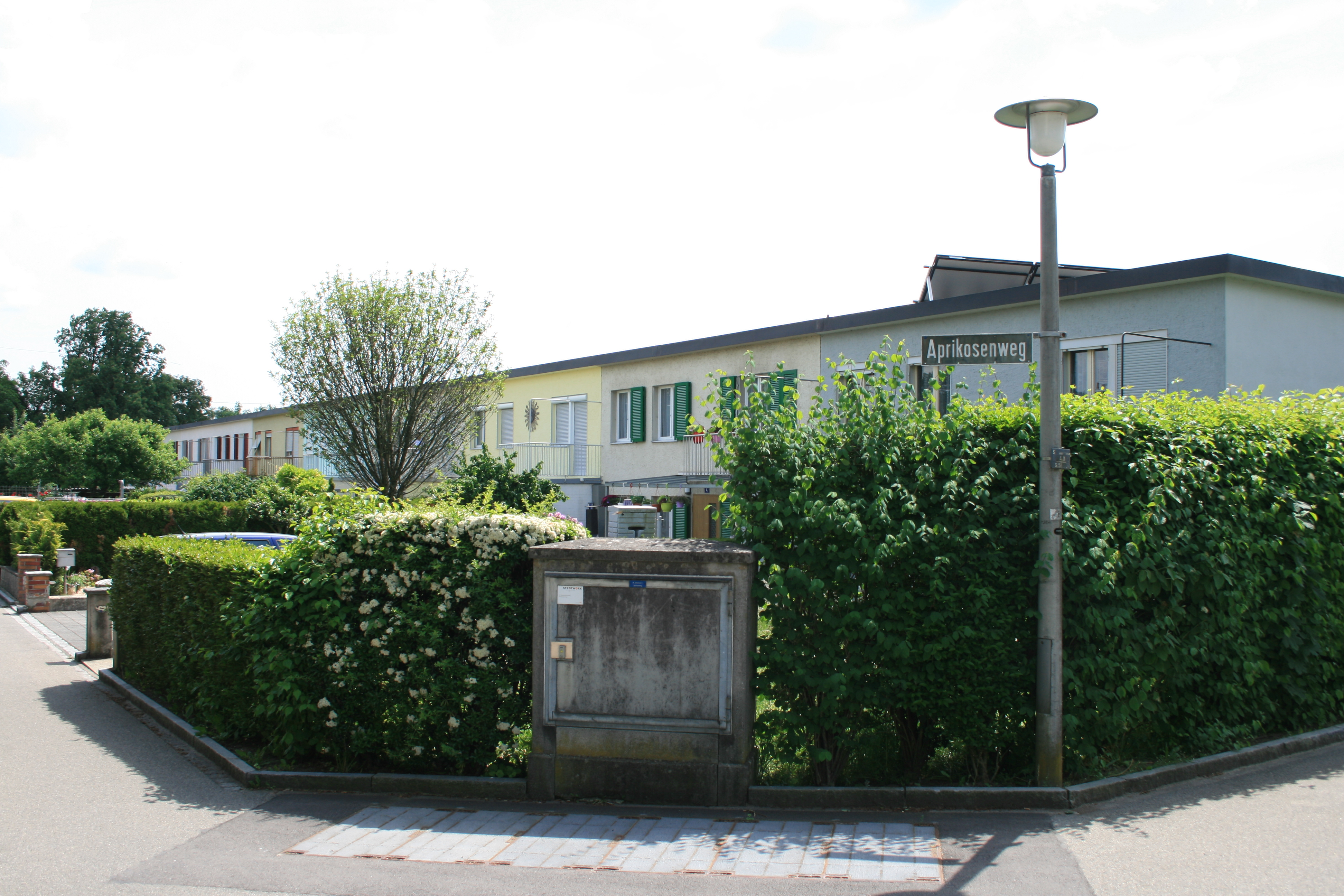
Die für die Siedlung prägenden zweigeschossigen Doppelreihenfamilienhäuser

 Die Siedlung Stadtrain (auch Birchermüesliquartier genannt) ist eine ab 1928 erbaute Reihenhaussiedlung in Winterthur, die im Stil des Neuen Bauens erbaut wurde. Die von der Heimstättengenossenschaft Winterthur (HGW) beim Architekten Adolf Kellermüller in Auftrag gegebene Siedlung ist vom Bund in der Liste der Kulturgüter von regionaler Bedeutung im Kanton Zürich (B-Objekt) aufgeführt.

## Lage

Karte des OpenStreetMap-Projekts der Siedlung.

Die Siedlung liegt im Stadtkreis Oberwinterthur im südöstlichen, unter dem Kirchhügel liegenden Teil des Quartiers Talacker. Die Siedlung grenzt auf der einen Seite an die Eulach und ist auf der anderen Seite von der Frauenfelderstrasse eingeklemmt.

## Geschichte
Die Siedlung wurde im Auftrag der Heimstättengenossenschaft Winterthur (HGW) mit dem Ziel, preisgünstigen Wohnraum zu schaffen, erstellt. Nach längerer Vorbereitung wurde im Herbst 1928 mit dem Bau der ersten 18 Kreuzeinfamilienhäusern begonnen. Das Quartier sollte eigentlich in einem Zug erstellt werden, jedoch verzögerte die Weltwirtschaftskrise in den 30er-Jahren den Bau, sodass die Siedlung in mehreren Etappen erbaut und erst 1943 vollständig fertiggestellt wurde.
1990 wurde das Birchermüesliquartier durch den Stadtrat zur ersten Tempo-30-Zone der Schweiz erklärt.
2008/09 wurde die Siedlung saniert und auf Kosten der Gärten erweitert. Für diese Sanierung erhielten die ausführenden Architekten Kaschka Knapkiewicz und Alexander Fickert 2009 den Silbernen Hasen der Zeitschrift Hochparterre zugesprochen.

## Architektur
Adolf Kellermüller, der die Siedlung zusammen mit Hans Hofmann plante, liess bei der Planung Einflüsse aus seinem Engagement in Ostpreussen einfliessen, wo Vierfach- und Kreuzreihenhäuser verbreitet waren. Die Siedlung ist im Stil des Neuen Bauens gehalten. Sie besitzt eine viergeschossige Randbebauung mit 100 Ein-, Drei- und Vierzimmerwohnungen, die die Siedlung von der Frauenfelderstrasse abschirmt und im unteren Stockwerk Ladengeschäfte führt. Quer zu den viergeschossigen Wohnbauten liegen die zweigeschossigen Kreuzreihenhäuser, die aus insgesamt 13 Ein- bis Zweizimmerwohnungen, 36 Dreizimmerwohnungen, 124 Vierzimmerwohnungen sowie vier Fünfzimmerwohnungen bestehen. Diesen Häusern ist jeweils auf beiden Seiten ein Garten vorgelagert. Ausserdem besitzen die Häuser Flachdächer mit doppeltem Oberlicht, um den durch den Haustyp entstehenden Beleuchtungs- und Belüftungsproblemen zu begegnen.

## Birchermüesliquartier

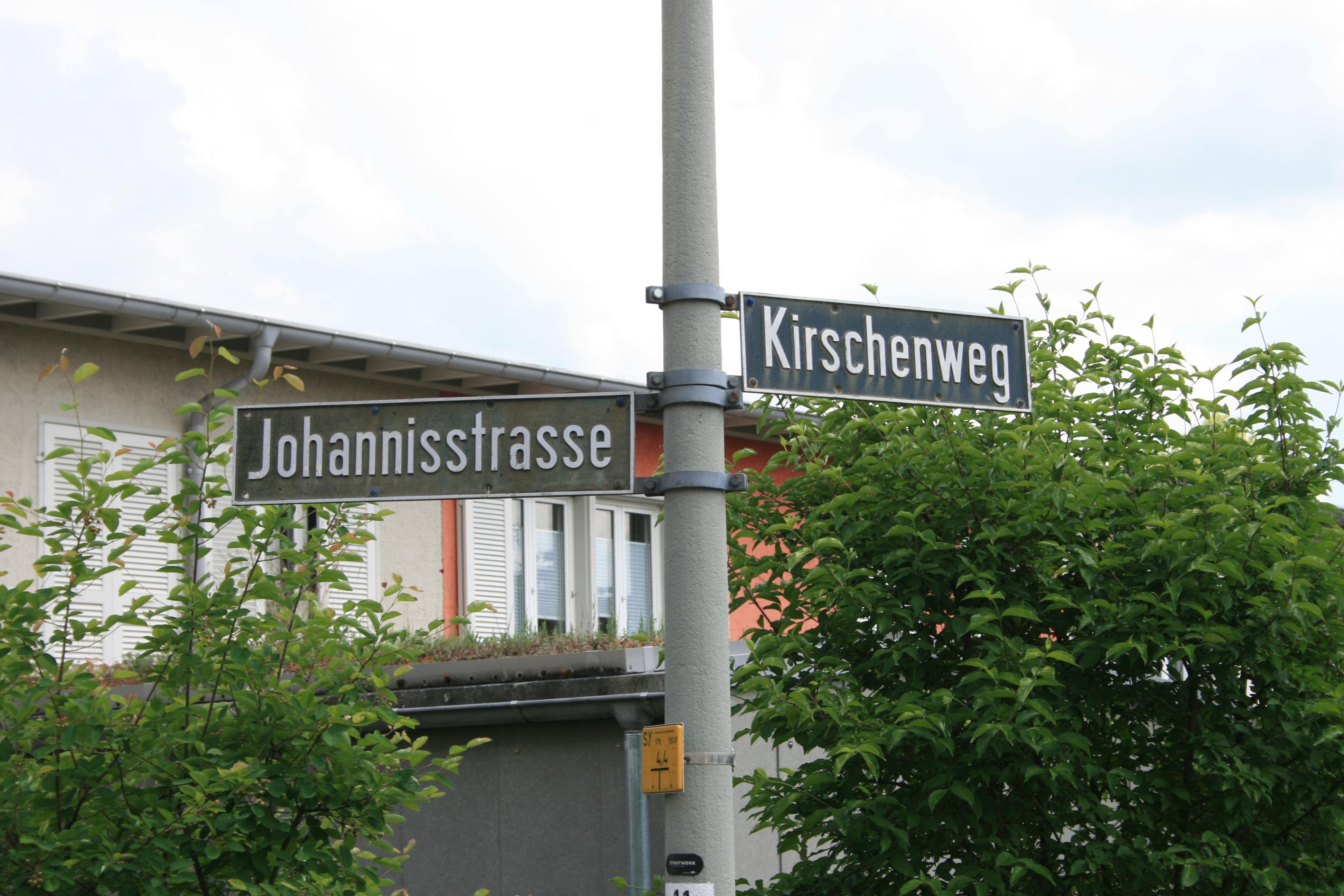
Wegweiser im Birchermüesliquartier

Bekannt ist die Siedlung für ihren Spitznamen «Birchermüesliquartier». Dies rührt daher, dass die Strassennamen die typischen Zutaten eines Birchermüeslis darstellen, mal abgesehen von den Haferflocken. So sind die Strassen nach folgenden Beeren und Früchten benannt:
- Johannisbeeren (Johannisstrasse)
- Apfel (Apfelweg)
- Birnen (Birnenweg)
- Aprikosen (Aprikosenweg)
- Pfirsich (Pfirsichweg)
- Kirschen (Kirschenweg)
- Quitten (Quittenweg)

Einzig die Baumschulstrasse, Talwiesenstrasse und der Spitzweg weichen von diesem Schema ab.
Ein sich ebenfalls in Winterthur befindender und zuvor namenloser Weg, der aufgrund der Initiative einer dortigen Anwohnerin 2018 in «Zwetschgenweg» umbenannt wurde befindet sich in der Breite und nicht im Birchermüesliquartier. Die Benennung des Wegs erfolgte nach einer den dortigen Anwohnern geläufigen Bezeichnung.

## Verkehr
Das Quartier liegt unmittelbar neben der Frauenfelderstrasse, einer vom Winterthur Stadtzentrum durch Oberwinterthur Richtung Frauenfeld führenden Hauptstrasse. Auf dieser Strasse fährt auch die Trolleybuslinie 1 (Töss – HB – Oberwinterthur), deren nach der Siedlung benannte Haltestelle «Stadtrain» sowie die Haltestelle «Talacker» in unmittelbarer Nähe zur Siedlung liegen.
Ebenfalls nahe der Siedlung liegt die vom Hauptbahnhof Winterthur Richtung Bahnhof Oberwinterthur führende Bahnstrecke, an deren Rande im kantonalen Richtplan in der Nähe der Siedlung ein zukünftiger Bahnhof Grüze-Nord verzeichnet ist, wobei durch den geplanten Bau einer Busbrücke die Siedlung später sowieso einen direkteren Zugang zum Bahnhof Grüze erhalten sollte.